# ВО-5 «Маківка»
ВО-5 «Маківка» — воєнна округа Української повстанської армії (Стрийщина, Дрогобиччина, Самбірщина, Турківщина), частина оперативної групи УПА-Захід.
Командири: «Дзвінчук» (Белейлович Іван).
- Курінь «Бойки» — курінний «Трясило»
  - Відд. 89 «імені Вітовського» — сотенний «Моряк», сотенний «Бродич»
  - Відд. 90 «імені Хмельницького» — сотенний «Буйтур», сотенний «Грузин»
- Самостійні сотні?
  - Відд. 91 «Басейн» — сотенний «Біль», сотенний «Мирон», сотенний «Тараско» (Ступка Василь), сотенний «Ромко», сотенний «Чорняк», сотенний «Оріх» (Ґудзик Василь)
  - Відд. 92 «Булава» — сотенний «Зелений», сотенний «Мирон», сотенний «Орленко»
  - Відд. 93 «Вовки» — сотенний «Кармелюк»